# Theofilos av Antiokia
För andra betydelser, se Theofilos.
Theofilos, död omkring 183–185, var en kristen apologet, enligt Eusebios den sjätte biskopen av Antiokia, var till börden hedning, men hade blivit omvänd till kristendomen genom studiet av Bibeln.
Hans skrift till Autolykos om de kristnas tro, den enda bevarade av hans skrifter, troligen tillkommen under kejsar Commodus (180–192), är en enkelt och klart skriven apologi med de då vanliga bevisen för kristendomens sanning och de kristnas höga moral gentemot den grekiska religionens och filosofins osedliga läror. Åtskilliga litteraturkritiska problem knyter sig till skrifter under Theofilus namn.
I den katolska kyrkans helgonkalender firas han den 12 oktober.

## Verk
Eusebius och Hieronymus nämner många verk av Theophilus som existerade på deras tid:
1. Den befintliga Apologia ad Autolycum;
2. Ett verk mot Hermogenes kätteri;
3. Ett verk mot Marcion;
4. Några kateketiska skrifter;
5. I De Viris Illustribus (Om lysande män) av Hieronymus[2] nämner också att ha läst några kommentarer till evangeliet och till Ordspråken, som bar Teofilus namn, men som han ansåg som oförenliga med elegansen och stilen i hans andra verk.

## Apologia ad Autolycum
Apologia ad Autolycum är Theophilus otvivelaktigt bevarade verk, en serie böcker som försvarar kristendomen skrivna till "en hednisk vän".
Det skenbara syftet med Ad Autolycum är att övertyga en hednisk vän, Autolykos, en man av stor lärdom och en uppriktig sökare efter sanning, om den kristna religionens gudomliga auktoritet, samtidigt som han visar hedendomens lögn och absurditet. Hans argument, hämtade nästan helt från Gamla testamentet, med men mycket knapphändiga referenser till Nya testamentet, är till stor del kronologiska. Han låter sanningen om kristendomen bero på hans demonstration att böckerna i Gamla testamentet var långa före grekernas skrifter och gudomligt inspirerade. Vilken sanning de hedniska författarna än innehåller anser han vara lånad från Mose och profeterna, som ensamma förkunnar Guds uppenbarelse för människan. Han ställer den perfekta överensstämmelsen hos de gudomliga oraklen, som han betraktar som ett övertygande bevis på deras inspiration, mot inkonsekvenserna hos de hedniska filosoferna. Han ställer berättelsen om skapandet av universum och människan, som han, tillsammans med historien i de tidigare kapitlen av Första Mosebok, mycket långa kommentarer men med ytterst liten intelligens, med uttalanden av Platon, "känd som den klokaste av alla grekerna", av Aratus, som hade insikten att hävda att jorden var sfärisk, och andra grekiska författare som han utgjuter förakt över som enbart okunniga återförsäljare av stöldgods. Han tillhandahåller en serie datum, som börjar med Adam och slutar med Marcus Aurelius, som hade dött kort innan, och därmed daterar detta verk till åren av Commodus regeringstid, 180–192.
Theophilus betraktar Sibyllinska böckerna som fortfarande fanns i Rom som autentiska och inspirerade produktioner, och citerar Sibyllinska-oraklen (forskare bestrider att dessa är desamma) i stort sett som att de förklarar samma sanningar med profeterna. Grekernas utelämnande av allt omnämnande av Gamla testamentet, från vilket de hämtar all sin visdom, tillskrivs en självvald blindhet i att vägra erkänna den ende Guden och i att förfölja anhängarna av sanningens enda källa. Han kan i dem inte känna igen några strävanden efter det gudomliga livet, inga allvarliga famlande efter sanningen, inga glimt av det alltupplysande ljuset. Den hedniska religionen var bara en dyrkan av idoler, som bar namnen på döda män. Nästan den enda punkt där han kommer att tillåta de hedniska författarna att vara i harmoni med den uppenbarade sanningen är i läran om vedergällning och straff efter döden för synder som begåtts i livet.